# Met één been in het graf
Met één been in het graf is de Nederlandse vertaling van de Britse successerie One Foot in the Grave en werd in 2006 uitgezonden op de Nederlandse televisie, geproduceerd door S&V Fiction in opdracht van de NCRV.

## Verhaal
Victor (60) is zojuist ontslagen, maar legt zich niet zo gemakkelijk bij zijn gedwongen pensioen neer. Samen met zijn vrouw Margot brengt dit bizarre gebeurtenissen en situaties met zich mee. Dit tot frustratie van familie en vrienden.

## Rolverdeling
- Serge-Henri Valcke als Victor Monter
- Edda Barends als Margot Monter
- Frans van Deursen als Patrick Kamp
- Sabrina van Halderen als Paula Kamp
- Rick Nicolet als Vera Bakker